# Peter Sommer (nadador)
Peter Sommer es un deportista de la RDA que compitió en natación. Ganó una medalla de oro en el Campeonato Europeo de Natación de 1966 en la prueba de 4 × 100 m libre.

## Palmarés internacional
| Campeonato Europeo | Campeonato Europeo     | Campeonato Europeo | Campeonato Europeo |
| Año                | Lugar                  | Medalla            | Prueba             |
| ------------------ | ---------------------- | ------------------ | ------------------ |
| 1966               | Utrecht (Países Bajos) | Medalla de oro     | 4 × 100 m libre    |